# Maurilândia
Maurilândia là một đô thị thuộc bang Goiás, Brasil. Đô thị này có diện tích 393,793 km², dân số năm 2007 là 10187 người, mật độ 25,9 người/km².